# Lithospermum pringlei
Lithospermum pringlei là loài thực vật có hoa trong họ Mồ hôi. Loài này được I.M. Johnst. mô tả khoa học đầu tiên năm 1924.